# شهرستان نادژدینسکی
شهرستان نادژدینسکی (به لاتین: Nadezhdinsky District) یک شهرستان در روسیه است که در سرزمین پریمورسکی واقع شده‌است.